# Elaeoselinum
Elaeoselinum là chi thực vật có hoa trong họ Apiaceae.